# Berberia hargreavesi
Berberia hargreavesi är en fjärilsart som beskrevs av D'abrera 1980. Berberia hargreavesi ingår i släktet Berberia och familjen praktfjärilar. Inga underarter finns listade i Catalogue of Life.